# Курганы Чатал-Оба
Курганы Чатал-Оба ― археологические объекты при въезде в село Чалтырь Мясниковского района Ростовской области. Исследователи выделяют южный курган и северный курган.

## История
Исследователи предполагают, что эти курганы были основаны в период эпохи средней бронзы. Археологические работы на территории южного кургана проводил известный археолог Евгений Иванович Беспалый в 1996 году. Во время исследований, было зафиксировано существование 3 основных насыпей и дюжины погребений. 2 из этих погребений относятся к эпохе позднего бронзового века, еще 9 — к эпохе средней бронзы. 1 погребение причисляется к периоду XVII—XVIII века. При проведении работ на территории кургана были найдены золотые нашивные сарматские украшения.
В 2001 году исследованием северного кургана занялась археологическая экспедиция РРО ВООПИиК. Было найдено 5 основных насыпей, 18 погребений, 16 из которых исследователи относят к эпохе средней бронзы. Также обнаружили половецкое святилище с каменной оградой, впускные погребения раннего сарматского и печенежского периода.

## Описание
Современная высота курганов «Чатал-Оба» составляет 4 метра, не исключено, что раньше она была другой. Донские армяне часто называли эти захоронения «курган — вилкой». Располагаются курганы на возвышенности, которая находится на правом берегу балки Сухой Чалтырь. Есть основания полагать, что курганы Чатал-Оба могли быть родовым кладбищем. Погребения, которые были найдены в катакомбах, относятся к эпохе средней бронзы. В более ранних катакомбах были обнаружены остатки погребальных конструкций с применением деревянных кольев. Некоторые экспонаты, обнаруженные при раскопках, представлены в коллекциях Археологического музея-заповедника Танаис.